# أنيس بن قتادة
أنيس بن قتادة (المتوفي سنة 3 هـ) صحابي من الأنصار من بني عبيد بن زيد من الأوس، شهد مع النبي محمد غزوتي بدر وأحد التي قُتل فيها.